# Cité Anne-Marie-Bauer
Pour les articles homonymes, voir Anne-Marie Bauer et Bauer.
La cité Anne-Marie Bauer est une voie du 14e arrondissement de Paris, en France.

## Situation et accès
La cité Anne-Marie Bauer est une voie publique située dans le 14e arrondissement de Paris. Elle débute au 36, rue Didot et se termine au 15, rue des Thermopyles.

## Origine du nom
La rue tirait son nom jusqu'en 2024 de celui d'un propriétaire. Par une délibération du Conseil de Paris du 9 février 2024, la voie est renommée cité Anne-Marie Bauer, en hommage à la résistante française Anne-Marie Bauer (1914-1996).

## Historique
L'actuelle cité Bauer est ouverte sous la dénomination « cité Barré » au Petit-Montrouge, territoire de la commune de Montrouge, annexé par la Ville de Paris en 1860.

## Bâtiments remarquables et lieux de mémoire
Portail en forme de cœur avec des fleurs en fer forgé  au numéro 19, où vécut le sculpteur hongrois Mazei.

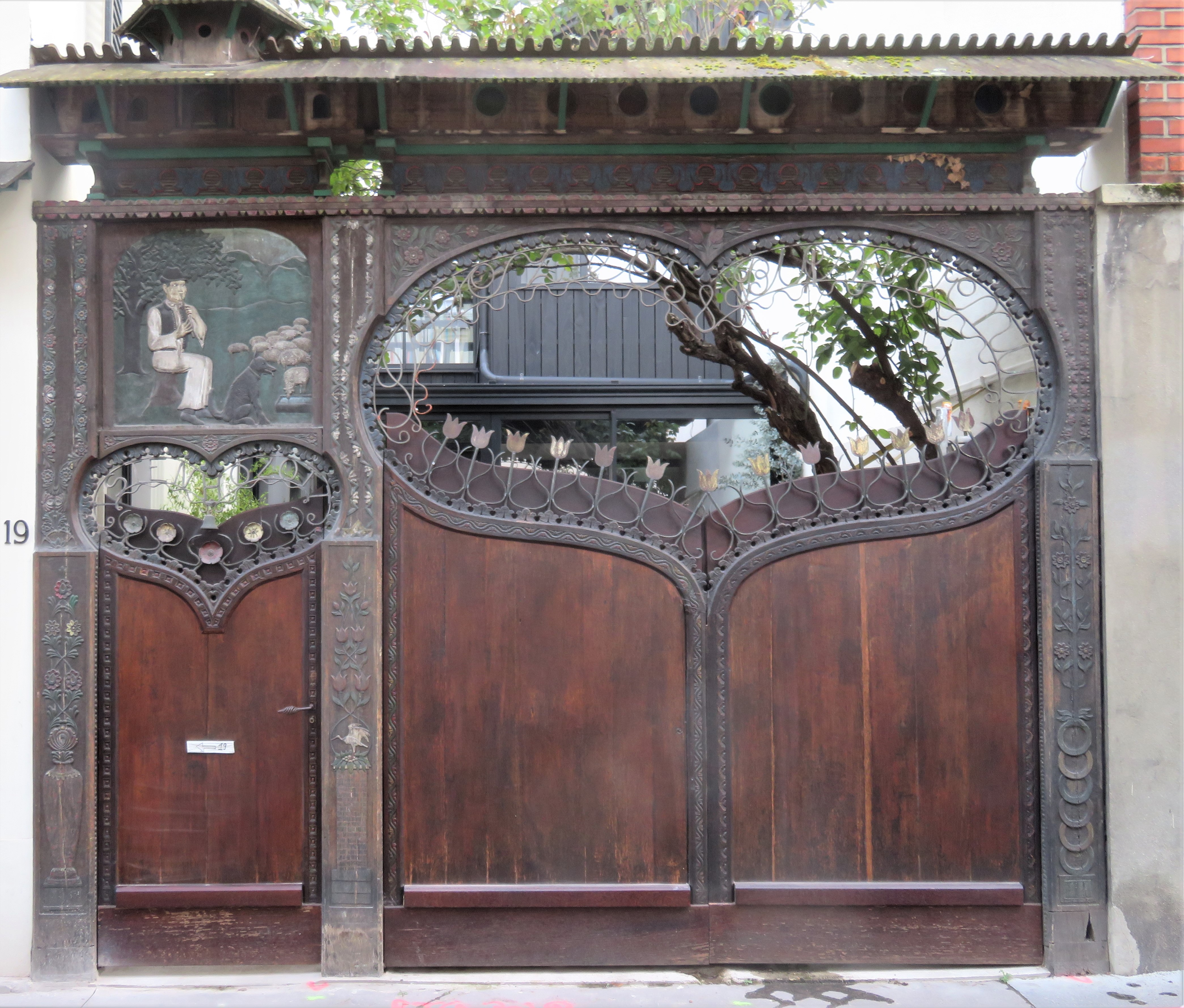
Portail au numéro 19.
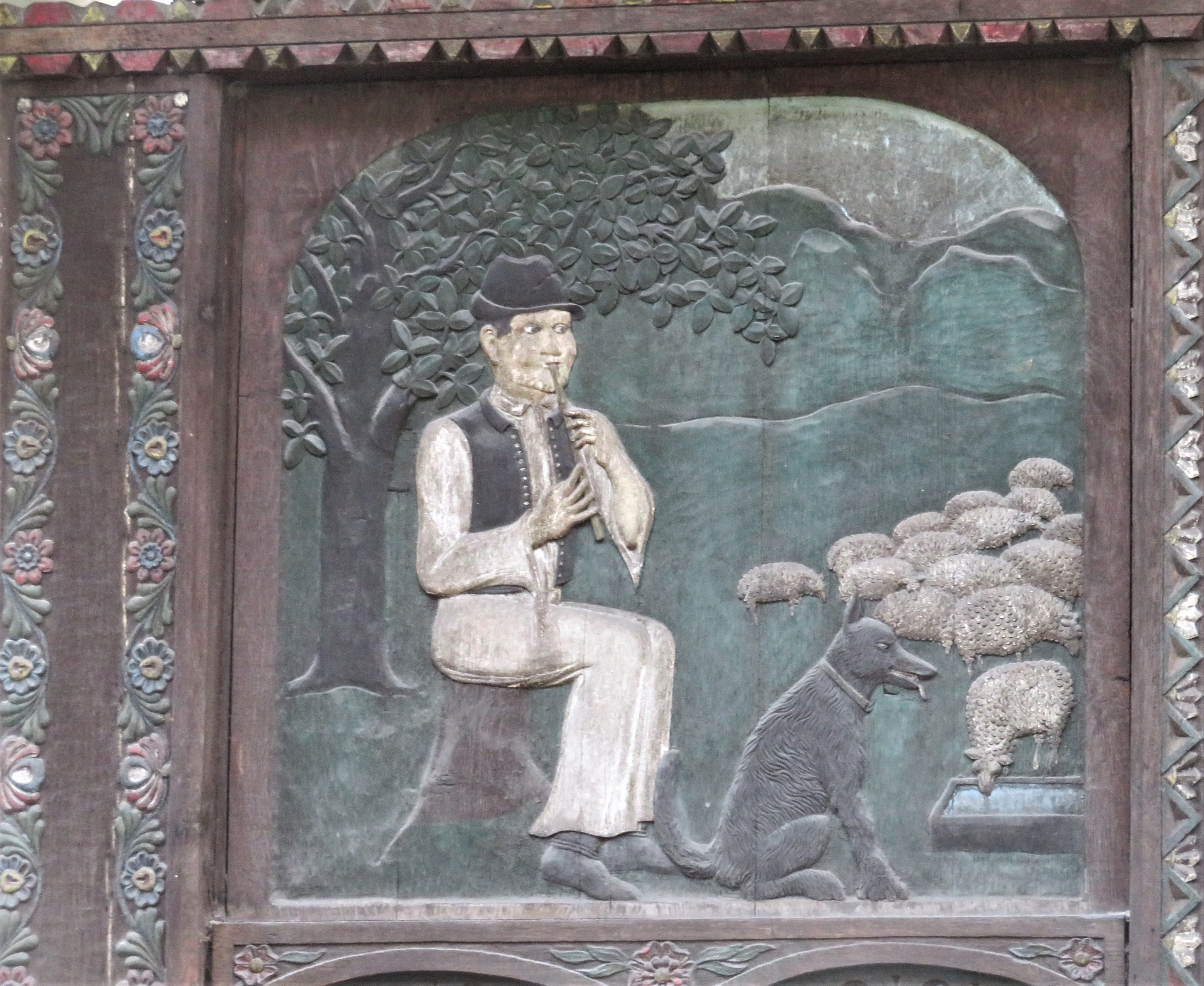
Panneau relief au numéro 19.